# Lakeville (Massachusetts)
Lakeville è un comune degli Stati Uniti d'America facente parte della contea di Plymouth nello stato del Massachusetts.